# 五智国分寺
五智国分寺（ごちこくぶんじ）は、新潟県上越市五智にある天台宗の寺院。山号は安国山。院号は華蔵院。本尊は五智如来。
奈良時代に聖武天皇の詔により日本各地に建立された国分寺のうち、越後国国分寺の後継寺院にあたる。

## 歴史

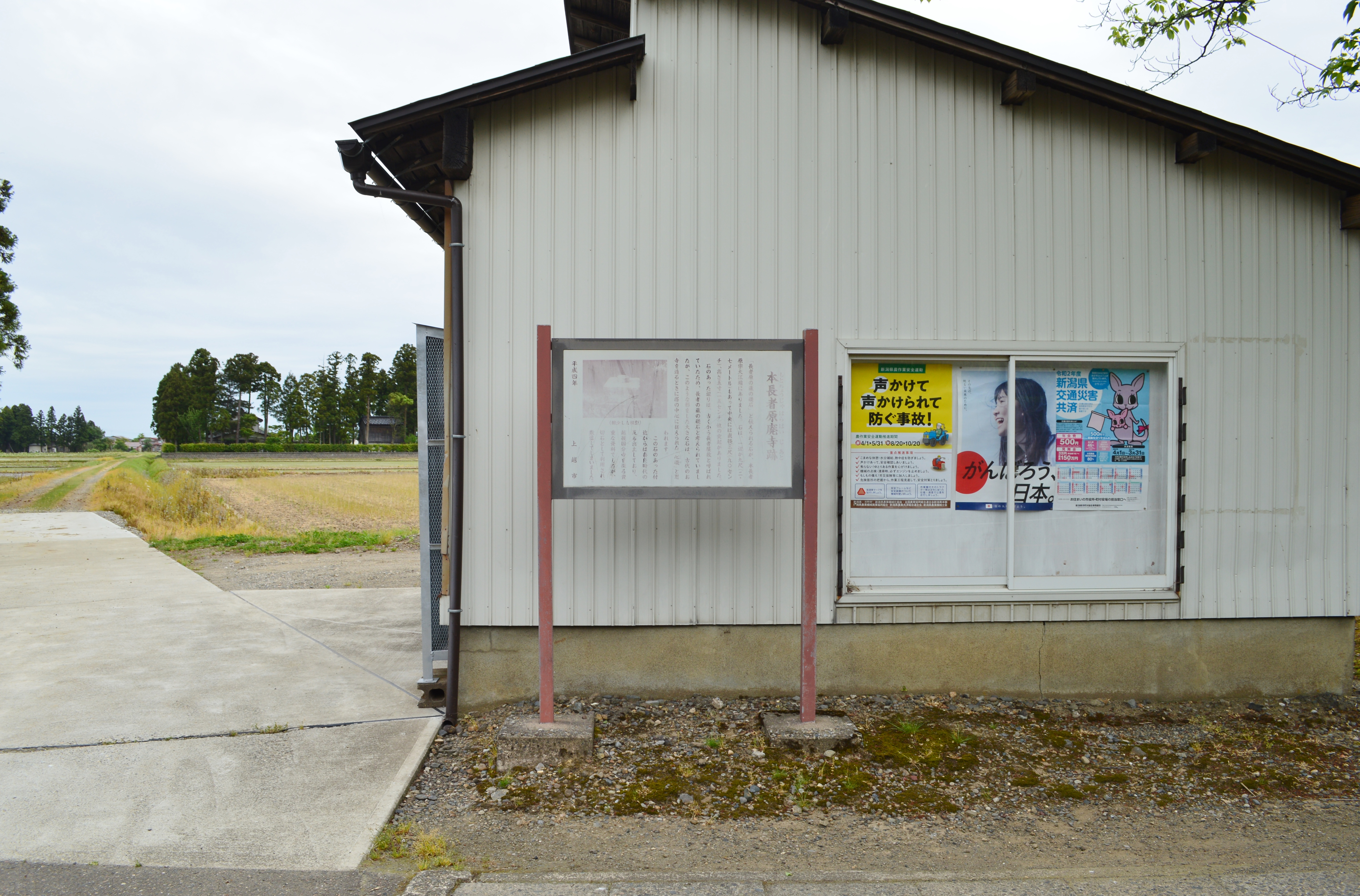
本長者原廃寺跡
（上越市本長者原）
（推定越後国分寺跡）

聖武天皇の詔によって建てられた越後国国分寺を継承するとされ、寺伝では永禄5年（1562年）に上杉謙信が現在地に移転・再興したという。移転前の当初の寺地は明らかでなく、本長者原廃寺跡（上越市本長者原）に比定する説のほか、海岸侵食で没したとする説や、岩殿山奥の院を創建地とする説等がある。
上杉謙信による再興以前については、『延喜式』に寺料2万束と見える。中世には伊豆走湯山（現・伊豆山神社）別当密厳院の末寺であり、かつては真言宗であったともいう。室町時代には万里集九が当地を訪れ、境内の様子を『梅花無尽蔵』に描写している。また寺伝では、承元元年（1207年）に親鸞が越後国に流罪になった際、親鸞は境内に草庵（竹之内草庵）を結んで住まったという。
謙信の再興以後では、『上杉年譜』から上杉景勝からの崇敬を受けたことが知られる。また江戸時代には幕府から朱印地200石が国分寺村に与えられるとともに諸役が免じられた。慶安元年（1648年）には天台宗になっていたとされる。堂宇は元禄2年（1689年）と寛政6年（1794年）の火災で全て焼失しており、その後の再建・修復を経て現在に至っている。

## 境内

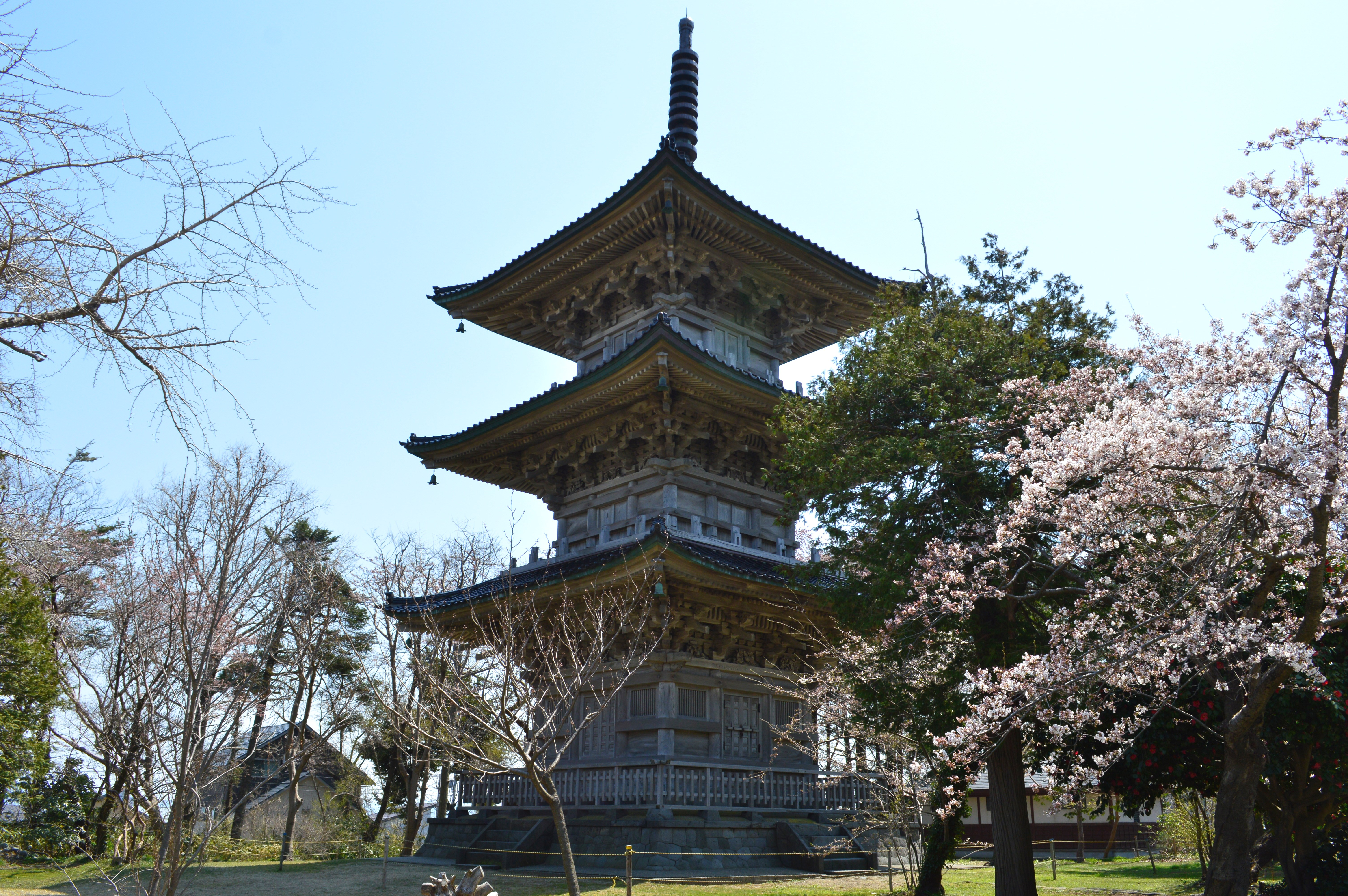
三重塔（新潟県指定文化財）

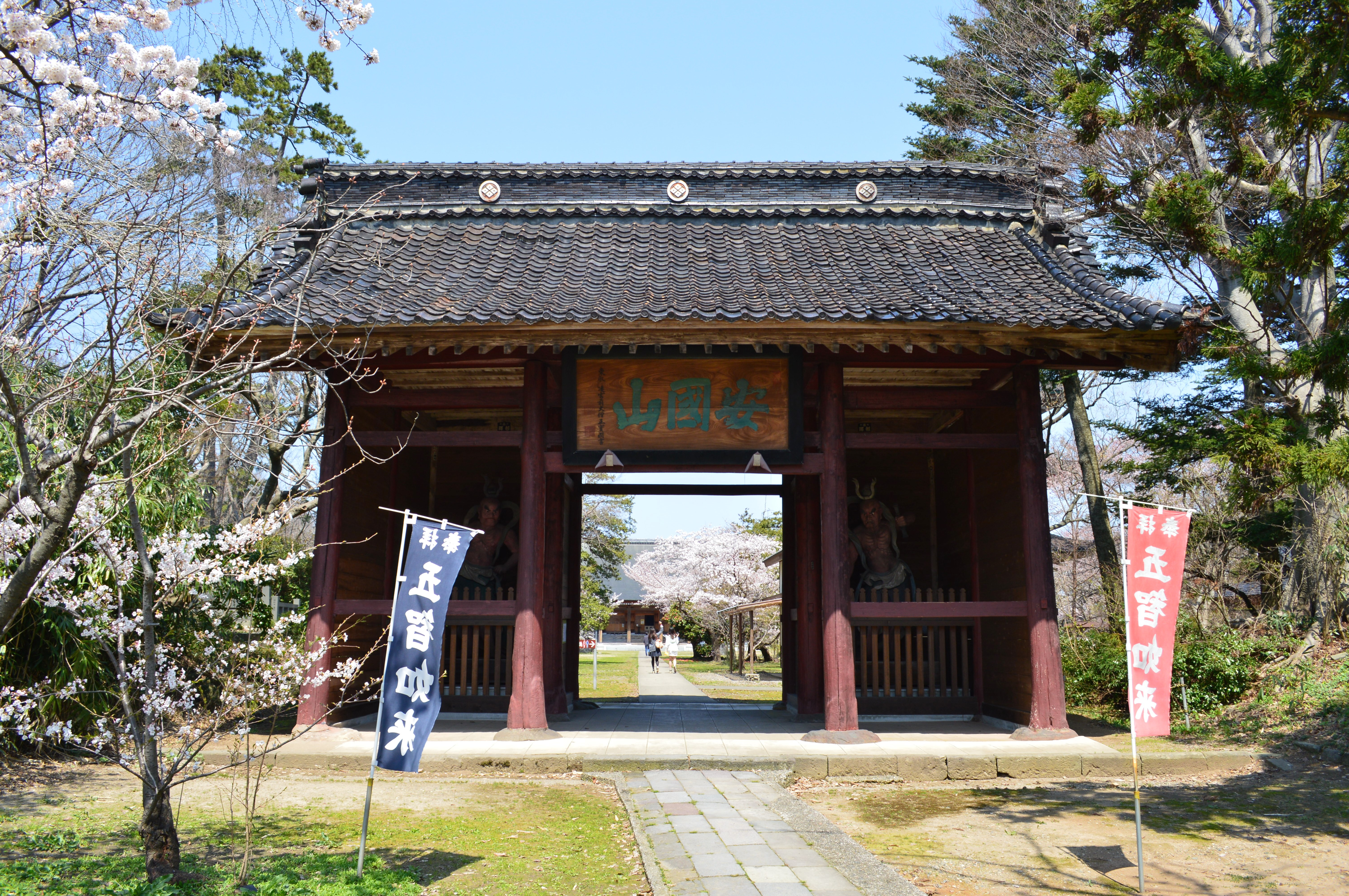
山門（上越市指定文化財）

現在の寺地は永禄5年（1562年）の上杉謙信による移転・再興と伝える。移転ながら由緒継承等で旧寺との関係が推測されることから、境内は上越市指定史跡に指定されている。また境内は土塁で周囲を囲まれていることから、再興以前は豪族の居館であったとも考えられている。
境内中央に建てられた本堂は、昭和63年（1988年）の焼失を経て平成9年（1997年）に再建されたものになる。堂内には、大日如来を中心として薬師如来・宝生如来・阿弥陀如来・釈迦如来の5体の五智如来像が本尊として安置されている。
本堂前に建てられた三重塔は、上越地方では唯一残る塔である。寛政6年（1794年）の焼失後の安政3年（1856年）に再建を着工し、慶応元年（1865年）に棟上がされたが高欄等は未完成である。塔の心礎を鎖で釣って心礎に固定しないという、江戸時代後期から現れる手法を採っている。この塔は新潟県指定文化財に指定されている。
経蔵は棟札から元禄6年（1693年）の建立とされ、市内で建築年代を特定できる建造物では最古になる。蔵内には、元禄5年（1692年）の寄進銘を持つ「鉄眼版一切経」が納められている。境内入り口に建てられた山門は、天保6年（1835年）の再建。正面には「安國山」の山号を掲げる。門内の左右2体の仁王像は天保7年（1836年）の作という。この経蔵・山門はそれぞれ上越市指定文化財に指定されている。
以上のほか、境内には親鸞の旧跡という竹之内草庵（伝親鸞聖人坐像（上越市指定文化財）を安置）や、親鸞上人像がある。

## 文化財

### 新潟県指定文化財
- 有形文化財
  - 三重塔（建造物） - 1976年（昭和51年）3月31日指定[14]。

### 上越市指定文化財
- 有形文化財
  - 経蔵（附 棟札1枚）（建造物）[10]
  - 山門（建造物）[12]
  - 伝親鸞聖人坐像（彫刻）[15]
  - 銅造聖観音立像（彫刻） - 国分寺に秘仏として伝えられたといわれ、白鳳時代（8世紀）の作と評される[16]。
  - 上杉景勝朱印状（古文書） - 上杉景勝が天正12年（1584年）に国分寺領に対して発給した諸役免除の安堵状[17]。
- 史跡
  - 越後国分寺境内[5]

### 関連文化財
- 木造大日如来坐像
国の重要文化財（彫刻）。平安時代後期の作[18]。各種公式資料[14][19]で上越市五智の国分寺の所有とされているが、実際の安置場所は上越市五智国分の明静院である。明静院は国分寺奥の院と称され、五智国分寺が管理した。

## 五智白山神社
五智国分寺境内には五智白山神社がある。神社はもともと五智国分寺の境内にあったが、江戸時代初期に約500メートル離れた上越市国府1に遷座していた。
社殿の老朽化や耐震性の問題から、本来の場所である五智国分寺境内に新社殿が設けられ、2025年（令和7年）3月30日に遷座し、同年4月27日に奉祝祭が開かれた。

## 現地情報
所在地
- 新潟県上越市五智3-20-21

交通アクセス
- 公共交通
  - JR信越本線・えちごトキめき鉄道 直江津駅から西へ徒歩約20分
  - 頸城自動車 7 春日山・佐内線（佐内入口 - 直江津駅前 - 五智国分寺表門 - 春日山駅前 - 中央病院 - 上越モール前・悠久の里前）[21] 「五智国分寺表門」または「五智国分寺裏門」バス停より徒歩すぐ
  - 頸城自動車 30 桑取線、31 名立線、32 能生線 「五智国分寺裏門」バス停より徒歩すぐ

周辺
- 居多神社 - 越後国一宮。